# Narraweena
Narraweena è un sobborgo a nord di Sydney, nello Stato del Nuovo Galles del Sud, Australia.
Narraweena è a 18 km a nord-est dal distretto affaristico centrale di Sidney, nell'area governativa locale della Municipalità di Warringah.

## Storia

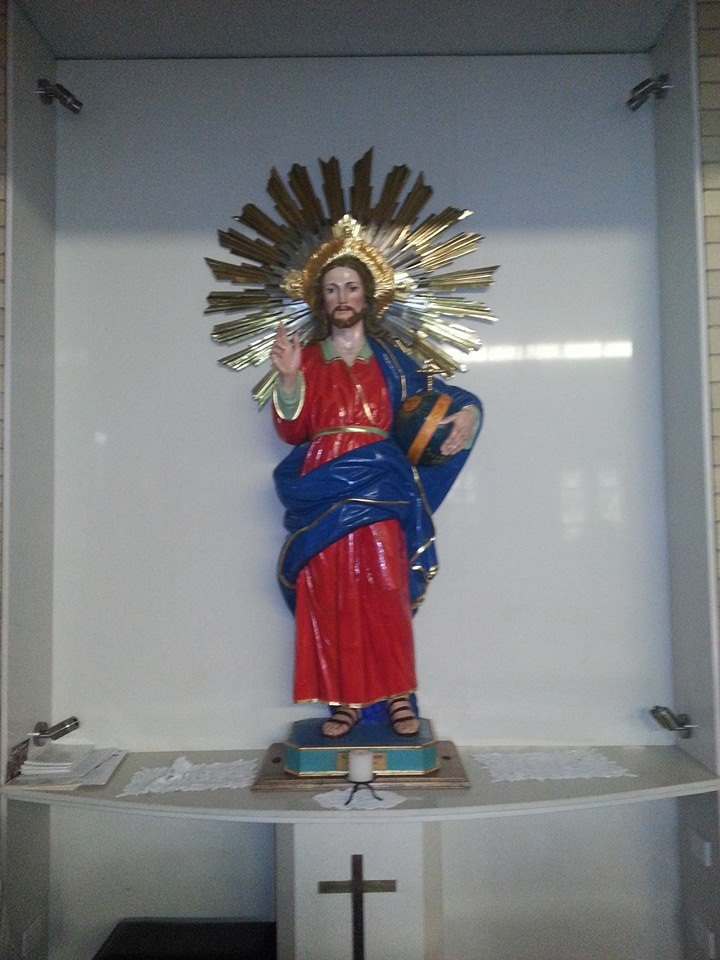
Statua del Santo Salvatore a Narrawena, Sidney 2013

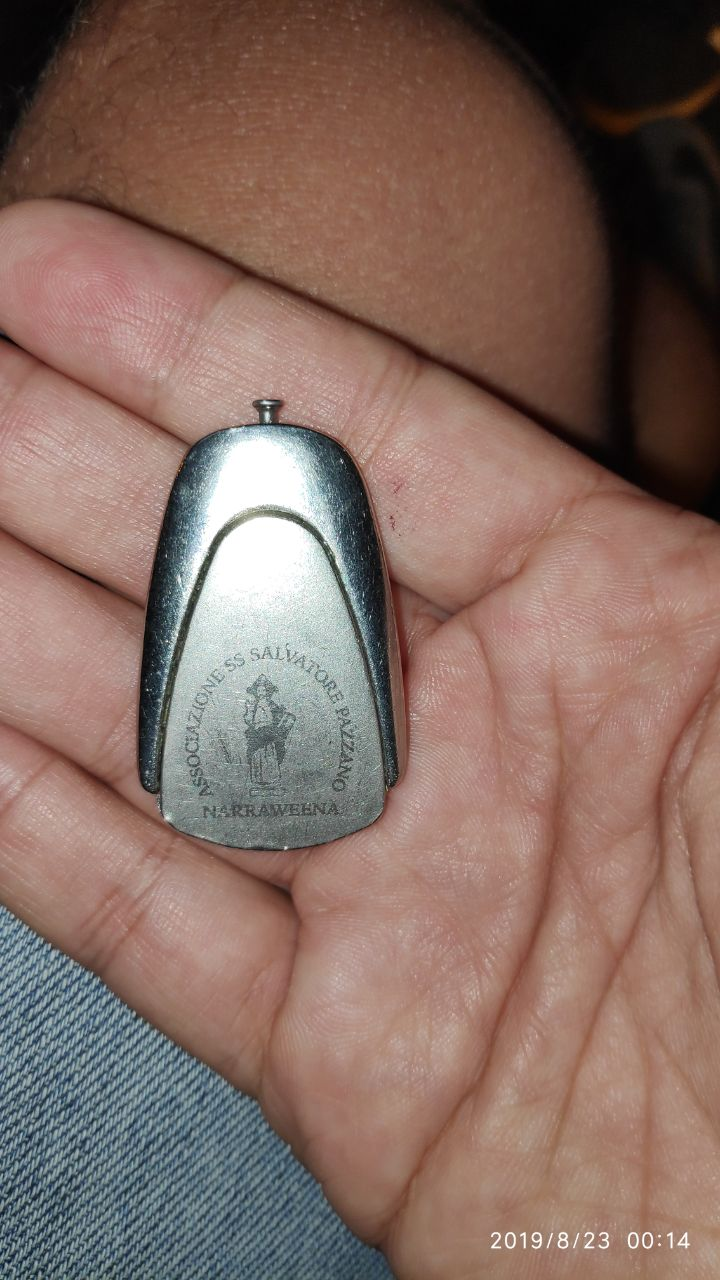
Associazione Santo Salvatore Narraweena (2019)

Narraweena è stata costruita attorno a un crinale con vedute lungo le spiagge di Long Reef e Dee Why, come Garigal Forest.
Narraweena è un nome di origine aborigena e significa: un posto tranquillo tra le colline.
Il sobborgo si è sviluppato subito dopo la seconda guerra mondiale, quando venne suddivisa la terra.
L'ufficio postale di Narraweena aprì il 1º aprile 1953.
La comunità di emigrati calabresi originaria di Pazzano residente a Brookvale e Narraweena dagli anni ottanta organizza ogni anno la Festa del Santissimo Salvatore in analogia a quella del comune di Pazzano, con una statua simile all'originale a cui viene fatta fare un giro del sobborgo per poi essere riposta nella chiesa cattolica locale di San Giovanni Apostolo (St John the apostole parish).